# 瑞克·詹姆斯

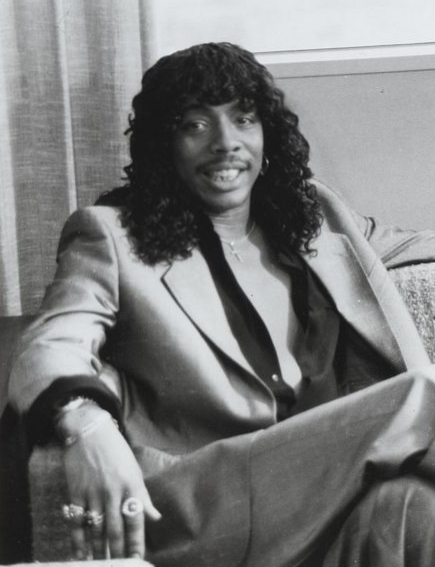
瑞克·詹姆斯

瑞克·詹姆斯 (1948年2月1日 - 2004年8月6日) 是一位美国歌手、词曲作者和唱片制作人。十几岁时他就成為職業音樂人。为了避免被征召入伍，他於1964年，偷偷移居加拿大多伦多，在那里组建了摇滚乐队，並於 1966年与摩城唱片签约。美國方面發現发现詹姆斯的下落并判其犯下逃兵罪，詹姆斯在监狱服刑数月。获释后，詹姆斯搬到加利福尼亚州定居，并于20世纪60年代末和 70 年代初组建摇滚乐和放克乐队。
詹姆斯後來獲得一項格莱美奖。 20世纪 90年代初，詹姆斯吸毒成瘾。 1993年，他因被指绑架和袭击两名妇女而被判有期徒刑，並且服刑三年。 1996年他获得假释。 1998年，他在一场音乐会上出現輕度中风。他最終因心力衰竭去世，享年56 岁。